# Girolamo Riario
Girolamo Riario  (Savone, 1443 - Forlì, 14 avril 1488) est un noble italien qui vécut au XVe siècle.

## Biographie
Né à Savone, Girolamo Riaro est le fils de Paolo Riaro et de Bianca della Rovere.
Il est l'un des nombreux neveux de Sixte IV qui le favorisa particulièrement,  ainsi que son frère  le cardinal Pietro Riario, tout au long de sa carrière, ce qui fit dire à plusieurs auteurs que Sixte IV, souvent accusé de débauche,  était le véritable père de Girolamo et Pietro 
En 1473,  Sixte IV  et le cardinal Pietro Riario organisèrent le mariage de Girolamo avec Catherine Sforza, fille illégitime de Galeas Marie Sforza, duc de Milan, et de Lucrèce Landriani, alors âgée de dix ans. Le mariage ne fut consommé que quatre ans plus tard en 1477 quand Catherine eut atteint l'âge de quatorze ans.

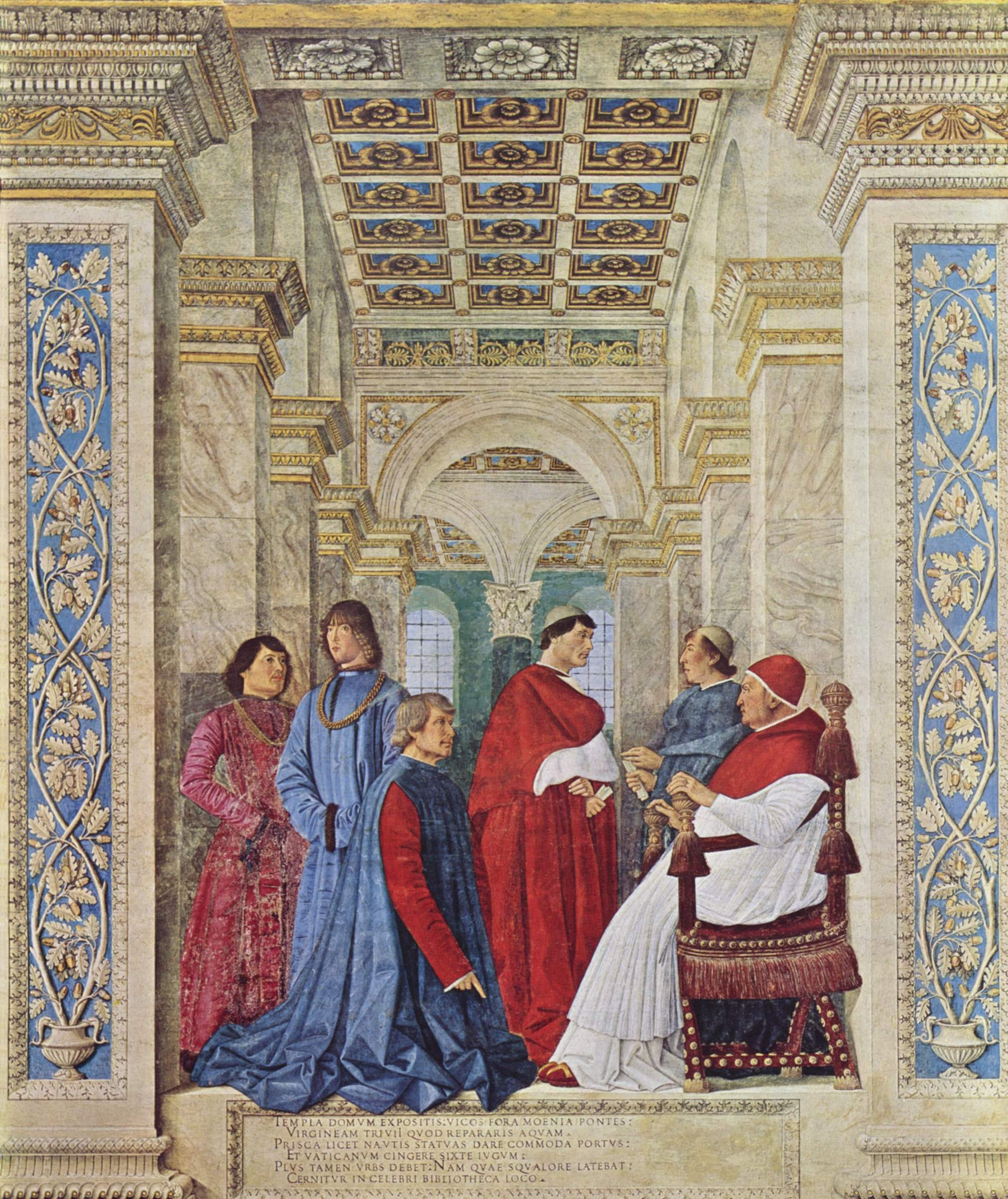
Melozzo da Forli:Le pape Sixte IV appointe Bartolomeo Platina comme préfet de la Bibliothèque Vaticane - Girolamo Riario est le second à gauche

Pour son mariage, son frère Pietro Riario lui fit don de la seigneurie d'Imola, ville dans laquelle Catherine fit une entrée triomphale en 1477. La même année, ils partirent s'établir à Rome où Girolamo avait été nommé commandant du château Saint-Ange et capitaine général de l'Église. 
En 1478,  il fut l'un des organisateurs de la conjuration des Pazzi visant à assassiner Laurent de Médicis et son frère Julien de Médicis qui  mourut mais la conjuration échoua. Sa participation à la conspiration devait lui rapporter des seigneuries florentines dont Faenza.
En septembre 1480 il obtint de Sixte IV la seigneurie de Forlì que les États pontificaux venaient de récupérer à la suite de la dispute entre Sinibaldo II Ordelaffi et Francesco V Ordelaffi, tous deux prétendant à la succession de Pino III Ordelaffi.
Pour gagner le soutien de la population de Forlì, il entreprit une politique de construction et d'embellissement de la ville, en particulier le palais, et supprima des impôts. Ces travaux et le manque de ressources affaiblirent fortement ses finances.
Au début de 1482, avec l'espoir de gagner de nouvelles possessions sur les territoires détenus par les ducs de Ferrare il convainc Venise de déclarer la guerre à Hercule Ier d'Este, duc de Ferrare; au-delà des conflits habituels sur la possession de forteresses le long des frontières, la république Sérénissime voyait ses intérêts terrestres menacés par la Maison d'Este qui, au mépris d’accords commerciaux réservant le commerce du sel à Venise, avait commencé à produire du sel à Comacchio. Cette guerre du Sel se termina en 1484 sans que Girolamo n'obtienne de nouvelles terres.
Il se trouva sans soutiens à la mort de son protecteur Sixte IV en 1484.
Pour conserver ses prérogatives, il envoya sa femme Catherine occuper et défendre le château Saint-Ange à Rome en son nom. Après une résistance valeureuse de treize jours elle capitula et rendit le château aux cardinaux romains.
Tous deux se retirèrent à Forli et Imola mais Girolamo s'étant ruiné par ses réductions d'impôts, ses grands travaux et le paiement de la solde de ses soldats, il rétablit les impôts et fit de nombreuses confiscations de biens ce qui provoqua la colère des habitants de Forli et d'Imola.
Alors qu'il était à Imola en 1487 une première révolte eut lieu à Forli mais elle fut réprimée par sa femme Catherine Sforza. En 1488 une seconde révolte éclata, menée par une famille noble de Forli, les Orsi. Le 14 avril Checco et Ludovico Orsi entrèrent dans le palais et malgré la présence de sa garde personnelle assassinèrent Girolamo. Son corps fut jeté sur la place de la ville où une foule se rassembla pour soutenir les meurtriers puis mettre le palais à sac.

## Descendance
De son mariage avec Catherine Sforza naquirent :
- Bianca, née en mars 1478 à Rome, qui épousa en premier Astorre III Manfredi seigneur de Faenza en 1494 puis Troilo de Rossi, comte de San Secondo Parmense en 1503 ;
- Ottaviano, né en 1479 à Rome, qui devint seigneur de Forli et d'Imola de 1488 à 1489 puis évêque de Viterbe ;
- Cesare, né le 24 août 1480 à Rome, qui devint archevêque de Pise ;
- Giovanni Livio, né le 30 octobre 1484 à Forli ;
- Galeazzo Maria, né le 18 décembre 1485 à Forli, qui épousa Maria della Rovere en 1504 ;
- Francesco Sforza (appelé Sforzino), né le 17 août 1487 à Imola, qui devint évêque de Lucce.

## Sources
- Marie-Nicolas Bouillet  et Alexis Chassang (dir.), « Girolamo Riario » dans Dictionnaire universel d’histoire et de géographie, 1878 (lire sur Wikisource)